# Бартек, Стив
Стив Бартек — американский композитор, аранжировщик, гитарист. Участник групп Strawberry Alarm Clock и Oingo Boingo.

## Биография
Стив родился в Гарфилд-Хайтсе, штат Огайо. В 1974 года окончил музыкальный факультет Калифорнийского университета как композитор (степень Master of Arts).
Он жил в одном доме с Джорджем Баннелом, и они часто вместе играли и писали песни, некоторые из которых попали в репертуар группы Strawberry Alarm Clock. Баннелл и Бартек играли в одной группе, но потом перешли в Strawberry Alarm Clock. Стив играл на флейте на первых двух альбомах, но ушел после альбома Wake Up...It's Tomorrow. В 1979—1995 годах играл в группе Дэнни Эльфмана Oingo Boingo на гитаре. Бартек писал музыку к нескольким фильмам и появлялся несколько раз на ТВ. Сейчас музыкант играет в воссоединившейся группе Strawberry Alarm Clock.
На протяжении десятилетий оркестровал музыку Дэнни Эльфмана (не получившего профессионального музыкального образования и не знавшего симфонического оркестра), в том числе, к нашумевшим картинам Тима Бёртона.

## Дискография

### СStrawberry Alarm Clock
- Incense and Peppermints (1967)
- Wake Up...It's Tomorrow (1968)
- Wake Up Where You Are (2012)

### СOingo Boingo
- Only a Lad (1981)
- Nothing to Fear (1982)
- Good for Your Soul (1983)
- So-Lo (1984)
- Dead Man’s Party (1985)
- Boi-ngo (1987)
- Boingo Alive (1988)
- Dark at the End of the Tunnel (1990)
- Boingo (1994)
- Farewell: Live from the Universal Amphitheatre, Halloween 1995 (1996)